# Into the White
Into the White (Brasil: Entre Inimigos ) é um filme norueguês  dirigido por Petter Næss, lançado em março de 2012. Escrito por Ole Meldgaard e Dave Mango e protagonizado por Rupert Grint, David Kross, Florian Lukas, Stig Henrik Hoff e Lachlan Nieboer.

## Sinopse
O filme é baseado em uma história real. Em 27 de abril de 1940, durante a Segunda Guerra Mundial um grupo de ingleses acaba na mesma cabana que um grupo de alemães depois que seus aviões são mutuamente abatidos durante uma batalha. Isolados no interior da Noruega durante o inverno, os soldados são obrigados a conviver com as diferenças na busca por sobrevivência.

## Produção
As filmagens começaram em 28 de março de 2011 em Grotli, Noruega. As filmagens também aconteceram em Trollhättan e Brålanda, na Suécia.

## Elenco
- Gunner Robert Smith  .... Rupert Grint
- Josef Auchtor .... David Kross
- Karl-Heinz Strunk .... Stig Henrik Hoff
- Horst Schopis .... Florian Lukas
- Richard Thomas .... Lachlan Nieboer